# ISO 10303-21
STEP är en standard för hur uppbyggnad och struktur på CAD-modeller ska byggas oavsett CAD, CAM, PDM eller PLM-system. STEP är en akronym för Standard for The Exchange of Product. Filer som är skapade enligt STEP har filändelsen .STP.